# Няккяляярви, Клеметти
Хейкки Клеметти Няккяляярви (фин. Heikki Klemetti Näkkäläjärvi, северносаам. Juvvá Lemet, род. 18 октября 1960 года в Энонтекиё) — финляндский саамский политик, переводчик с северносаамского языка, учёный в области культурной антропологии; председатель Саамского парламента Финляндии (2008—2015).
В средствах массовой информации встречаются и другие варианты написания фамилии — Няккяляйярви, Няккалаярви, Няккяляйарви.

## Биография
Был членом саамского парламента Финляндии с 1996 до 2003 года, после чего был избран заместителем председателя парламента. Одновременно с этим участвовал в работе других организаций и комиссий — в частности, входил в комиссию по саамскому языку, работавшую при Научно-исследовательском центре родных языков. В 2008 году Няккяляярви был избран председателем Саамского парламента Финляндии; в соответствие с обязанностями, возлагаемыми на лицо, занимающее данную должность, Няккяляярви руководит политической деятельность парламента и представляет саамов Финляндии как на национальном, так и на международной уровне.
Весной 2011 года участвовал в парламентских выборах как кандидат от Шведской народной партии в Лапландском избирательном округе Финляндии, однако набрал только 261 голос (0,3 % от общего числа голосов).
15 февраля 2012 года состоялось первое пленарное заседание нового состава Саамского парламента (избранного в результате выборов, прошедших в 2011 году), на нём Няккяляярви был переизбран председателем Парламента на период с 2012 по 2015 год.

## Текущая деятельность
Одно из направлений деятельности Саамского парламента, которому Няккяляярви уделяет повышенное внимание, — программа возрождения саамского языка. В настоящее время готовятся предложения, связанные с этой программой; планируется, что эта работа будет закончена в конце 2011 года. Эти же вопросы затрагиваются в правительственной программе нового правительства Катайнена, опубликованной 17 июня 2011 года. «Я очень доволен содержанием правительственной программы, — сообщил Няккяляярви. — В ней говорится о поддержке языка и традиций саамов, о программе возрождения языка, о развитии культурной автономии саамов».
Ещё одна группа вопросов, которыми занимается Няккяляярви, связана с тем, что в течение уже многих лет в Финляндии никак не решается вопрос с земельными правами саамов на территории своего традиционного проживания, что является одной из причин, по которым Финляндия до сих пор так и не ратифицировала конвенцию ООН о правах коренных народов.